# Willem Barentsz
Willem Barentsz (Terschelling, Illes Frisones, Països Baixos, 1550 - Nova Terra, 20 de juny de 1597), també escrit de vegades Barents o Barentz, va ser un navegant i explorador dels Països Baixos.
El 1594 es va embarcar a Amsterdam amb dos vaixells tractant de trobar el famós Pas del Nord-est cap a l'Àsia. Va aconseguir arribar fins a les costes occidentals de l'illa àrtica de Nova Terra i va continuar cap al nord; però les males condicions meteorològiques el van obligar a fer marxa enrere.
L'any següent va ser el comandant d'una altra expedició amb set vaixells que va arribar a l'estret de Kara, entre la costa asiàtica i l'illa Vaigatx, al sud de Nova Terra, però ja en aquella estació de l'any el mar estava glaçat i va haver de tornar.
En el tercer viatge, que es va fer amb només dos vaixells, va arribar a veure l'illa Bjørnøya i la de Spitsbergen (a l'arxipèlag de Svalbard), situades a uns 80 graus de latitud nord. El vaixell comandat per Barentsz, després de passar pel nord de Nova Terra, va quedar atrapat al gel i ell i la tripulació van haver d'hivernar en aquesta illa aprofitant l'estructura del vaixell per a fer-se un refugi. Quan al mes de juny de 1597 la fusió del gel va fer el mar practicable, els tripulants van aconseguir fer dues embarcacions i la majoria va poder escapar. Willem Barentsz, però, va morir a Nova Terra el 20 de juny de 1597.
Encara que el seu objectiu inicial d'arribar a Orient no es va complir, aquest viatge se situa entre els més importants de l'exploració de l'oceà Àrtic del segle xvi, i el primer en què un grup d'exploradors van afrontar amb èxit l'hivern polar. Les seves experiències servirien als posteriors navegants dels Països Baixos per establir fructíferes rutes pesqueres i baleneres.
El mar de Barentsz, l'illa de Barents a l'arxipèlag de les Svalbard, la localitat de Barentsburg, al mateix arxipèlag, i la regió de Barents reben aquest nom en honor seu.

## Biografia
Willem Barentsz va néixer al voltant de l'any 1550 a l'illa Terschelling (illes Frisones) a les Disset Províncies.
Barents, com a cartògraf comercial, va navegar a Espanya i per la Mediterrània per completar un Atles de la regió mediterrània, que va ser copublicat amb el cartògraf neerlandès Petrus Plancius.
La seva carrera com a explorador es va dedicar a la recerca del Pas del Nord-est, que ell considerava que havia d'existir per l'existència d'aigües obertes al nord de Sibèria. Aquestes aigües obertes eren fruit del fet que en brillar el sol les 24 hores del dia en aquestes regions s'hauria de fondre qualsevol gel potencial. És una de les primeres explicacions de la coneguda hipòtesi del mar polar obert.

### Primer viatge (1594)

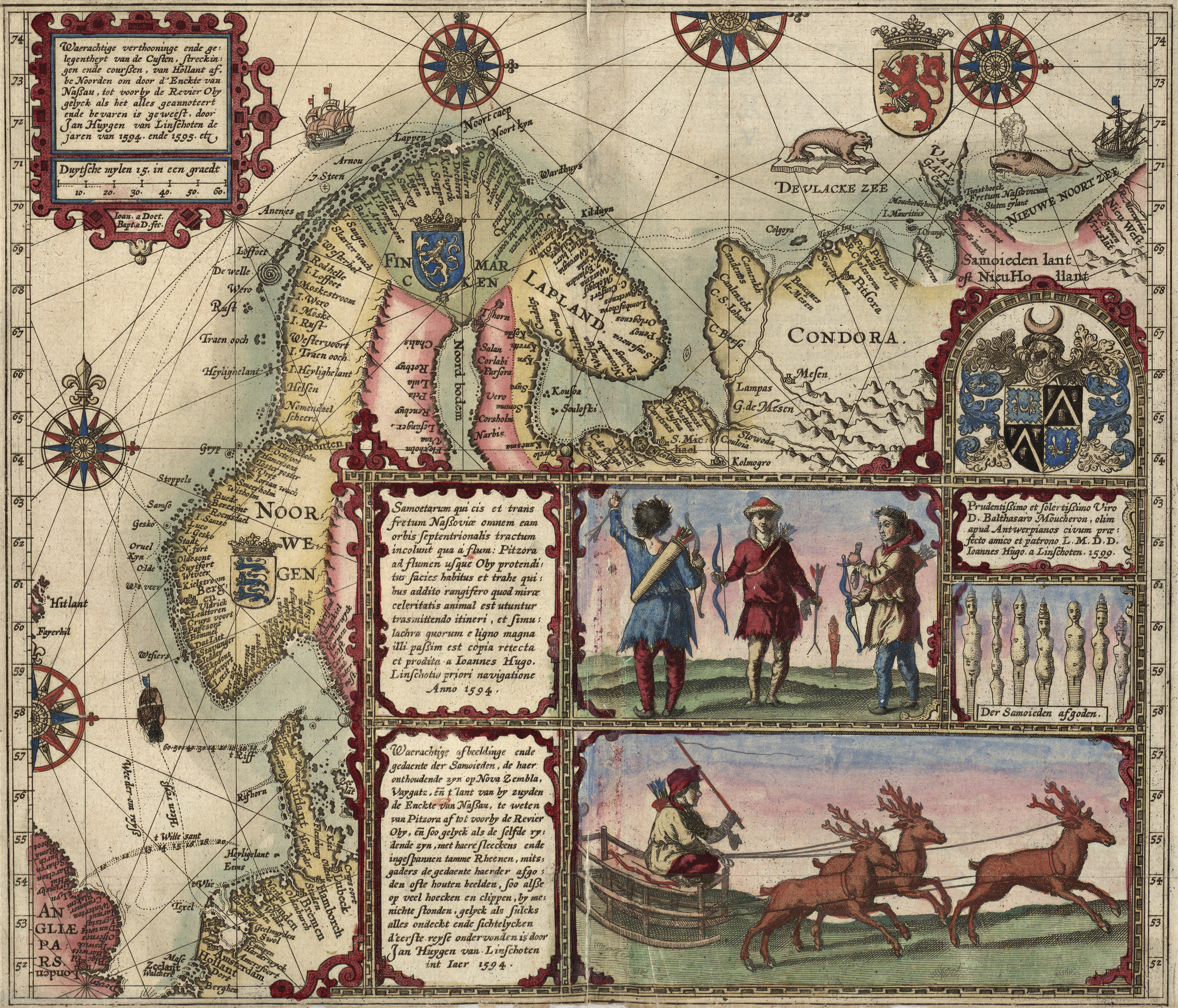
Mapa del primer viatge de Barentsz (del Diari de Jan Huygen van Linschoten, 1601).

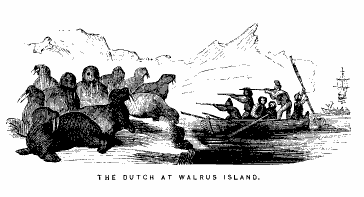
Barentsz caçant morses (Gravat del llibre Man Upon the Sea (1858), de Frank Boott Goodrich.

A la fi del segle xvi les Províncies Unides, embrancades en la guerra dels vuitanta anys contra Espanya, buscaven una ruta marítima entre el mar del nord i l'Extrem Orient, vorejant la costa nord de Rússia per tal d'arribar a les Índies Orientals, on tenien interessos comercials, sense utilitzar la ruta tradicional envoltant Europa i Àfrica, controlada per Espanya.
El 1594 es va preparar una flota de quatre vaixells al comandament de Cornelis Nay, de la ciutat d'Enkhuizen, a qui acompanyava un altre famós navegant, Jan Huygen van Linschoten. El consell comunal d'Amsterdam va comprar i va equipar dos petits vaixells, sent Barentsz el capità d'un d'ells, el Mercury. Van partir el 5 de juny de l'illa de Texel i després de vorejar la costa noruega, van emprendre rumb cap a l'est, amb la intenció d'arribar a Nova Terra i travessar el mar de Kara amb l'esperança de trobar el Pas del Nord-est a les costes de Sibèria.
El 9 de juliol la tripulació es va trobar amb tres ossos polars per primera vegada. Després de disparar amb un mosquet quan un va intentar de pujar a bord del vaixell, els mariners van decidir capturar-lo per portar-lo de tornada a Holanda. Un cop capturat i a bord, l'os és esvalotar de tal manera que va haver de ser sacrificat. Es va nomenar el lloc del fet com a Illa de l'Ós (en noruec, Bjørnøya). (Algunes fonts suggereixen que aquest succés va ocórrer el 9 juny de 1596 com a part del tercer viatge.)
En arribar a Nova Terra es van dividir en diferents direccions per intentar entrar al mar de Kara. Barentsz, al capdavant dels vaixells d'Amsterdam, va intentar vorejar l'illa pel nord i van descobrir el grup de les petites illes Orange, just al nord de Nova Terra. En aquestes illes la tripulació es va trobar amb un ramat d'aproximadament 200 morses, que tractaren de matar amb destrals i piques. Trobant la tasca més difícil del que imaginaven, van abandonar amb només uns ullals d'ivori. Barentsz va intentar vorejar la costa oest de Nova Terra i seguir cap al nord, però es va trobar amb el gel i els grans icebergs que l'obligaren a donar la volta. Amb tot, els altres dos vaixells van aconseguir entrar al mar de Kara a través de l'estret de Vaigatx (avui en dia estret de Kara), entre la costa siberiana i l'illa Vaigatx, que van trobar lliure de gel. Al seu retorn, i tot i que no van aconseguir l'objectiu final, l'expedició va ser considerada un èxit.

### Segon viatge (1595)
Maurici de Nassau, príncep d'Orange, després dels informes dels expedicionaris, tenia les «més exagerades esperances» i els Estats Generals dels Països Baixos van finançar una expedició formada per 7 naus, novament comandades per Cornelis Cornelisz Nay. Barentsz capitanejà la mateixa nau de l'any anterior i va dur a bord a Jacob van Heemskerk. L'expedició anava acompanyada per sis vaixells mercants carregats amb mercaderies que els holandesos esperaven comerciar amb la Xina.
Van partir el 2 de juny de 1595, novament de l'illa de Texel i l'esforç es va concentrar totalment en travessar l'estret de Vaigatx. El 30 d'agost l'expedició es va trobar amb un grup d'uns 20 «homes salvatges», uns samoiedes amb qui van poder parlar gràcies a un tripulant que parlava el seu idioma. El 4 de setembre va enviar una petita partida a l'illa Estats per buscar un tipus de vidre del que tenien notícies. La partida va ser atacada per un os polar i dos dels mariners van morir.
Amb tot, aquell any unes inesperades condicions meteorològiques van fer que es trobessin el mar de Kara totalment congelat, cosa que feia impossible la navegació i els obligués a tornar a casa després de moltes dificultats i la mort de diversos tripulants, el 18 de novembre. Aquesta expedició va ser àmpliament considerada com un fracàs. i la província de Zelanda i la ciutat d'Enkhuizen, que havien proporcionat vaixells per a tots dos viatges, van perdre l'interès. Van Linschoten va escriure la seva experiència en aquests dos viatges a oyagie, ofte schip-vaert, van Ian Huyghen van Linschoten, van by Noorden om langes Noorvvegen de Noortcape, Laplant, Vinlant, Ruslandt, de VVite Zee, de custen van candenoes, Svvetenoes, Pitzora..., publicat el 1601 per Gerard Ketel de Franeker.

### Tercer viatge (1596-1597)

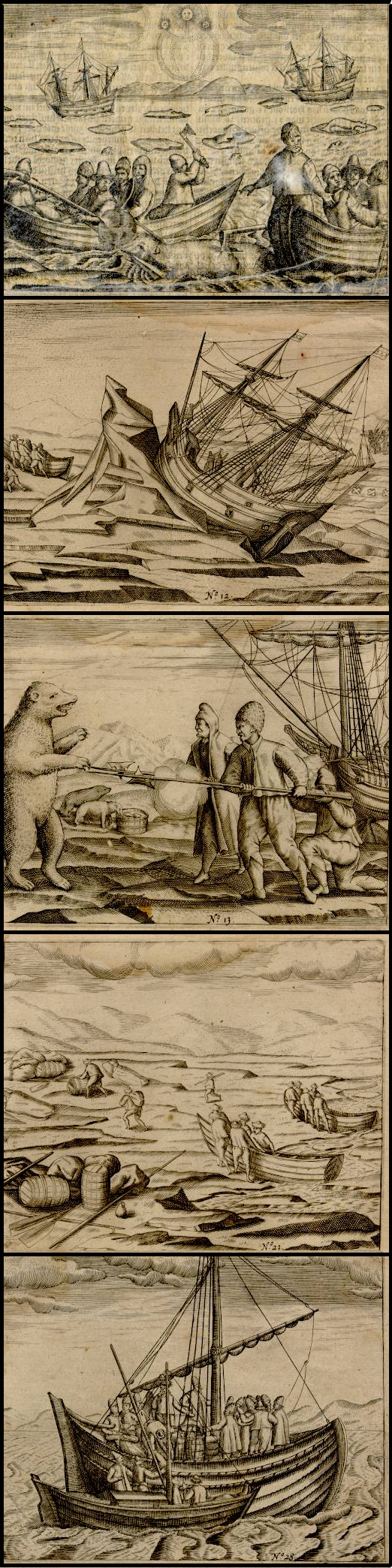
Gravats del Diari de Gerrit de Veer (1596), mostrant el cronograma del tercer viaje.

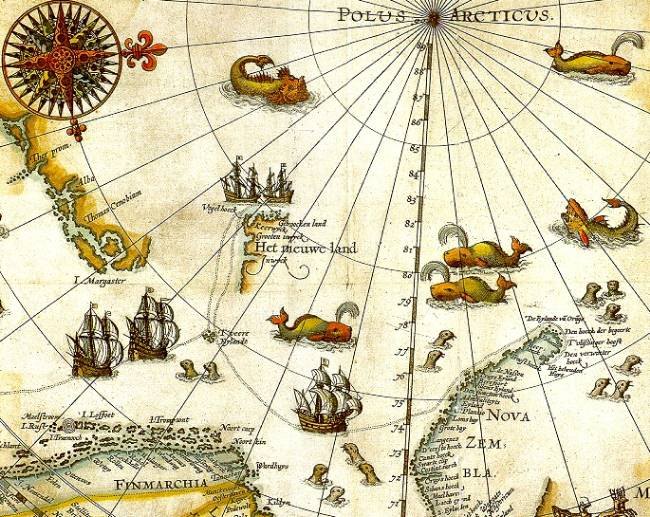
Part del Mapa de Barentsz, en la qual es veu el recorregut dels dos vaixells i després sols el de Barentz. En aquest mapa, es cartografià per primera vegada l'arxipèlag de les Svalbard, anomenades com a «Het Nieuwe Land» (en neerlandès, Terra Nova).

Mapa complet del tercer viatge de Barentsz (publicat el 1598).

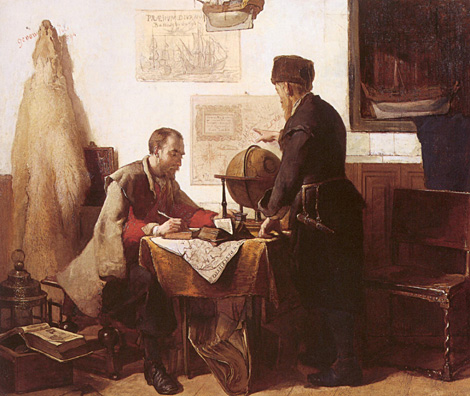
Barentsz i van Heemskerk traçant la seva ruta (Schilderij van Christoffel Bisschop, 1863).

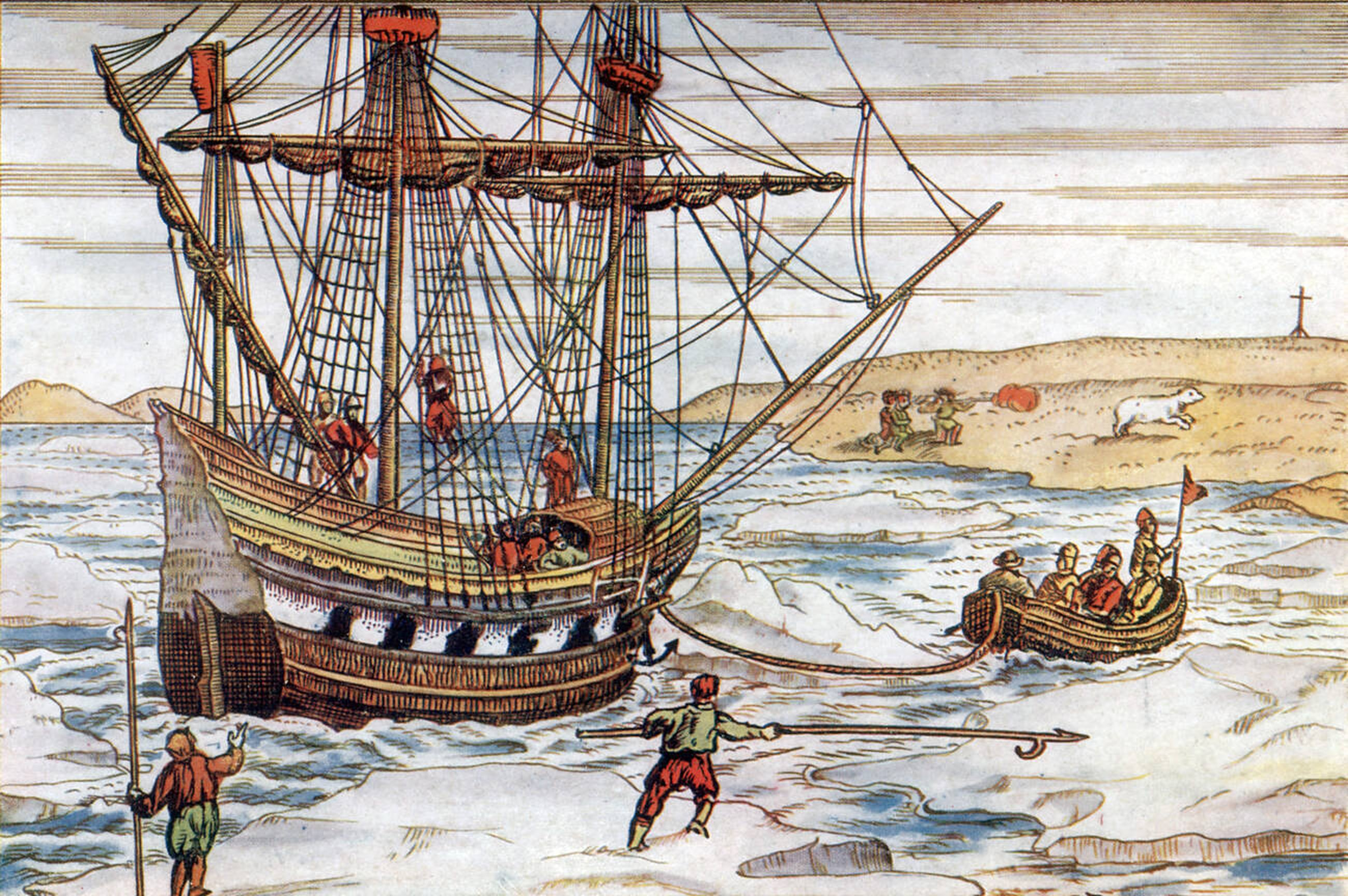
El vaixell de Barentsz atrapat al gel (gravat en fusta de 1598).

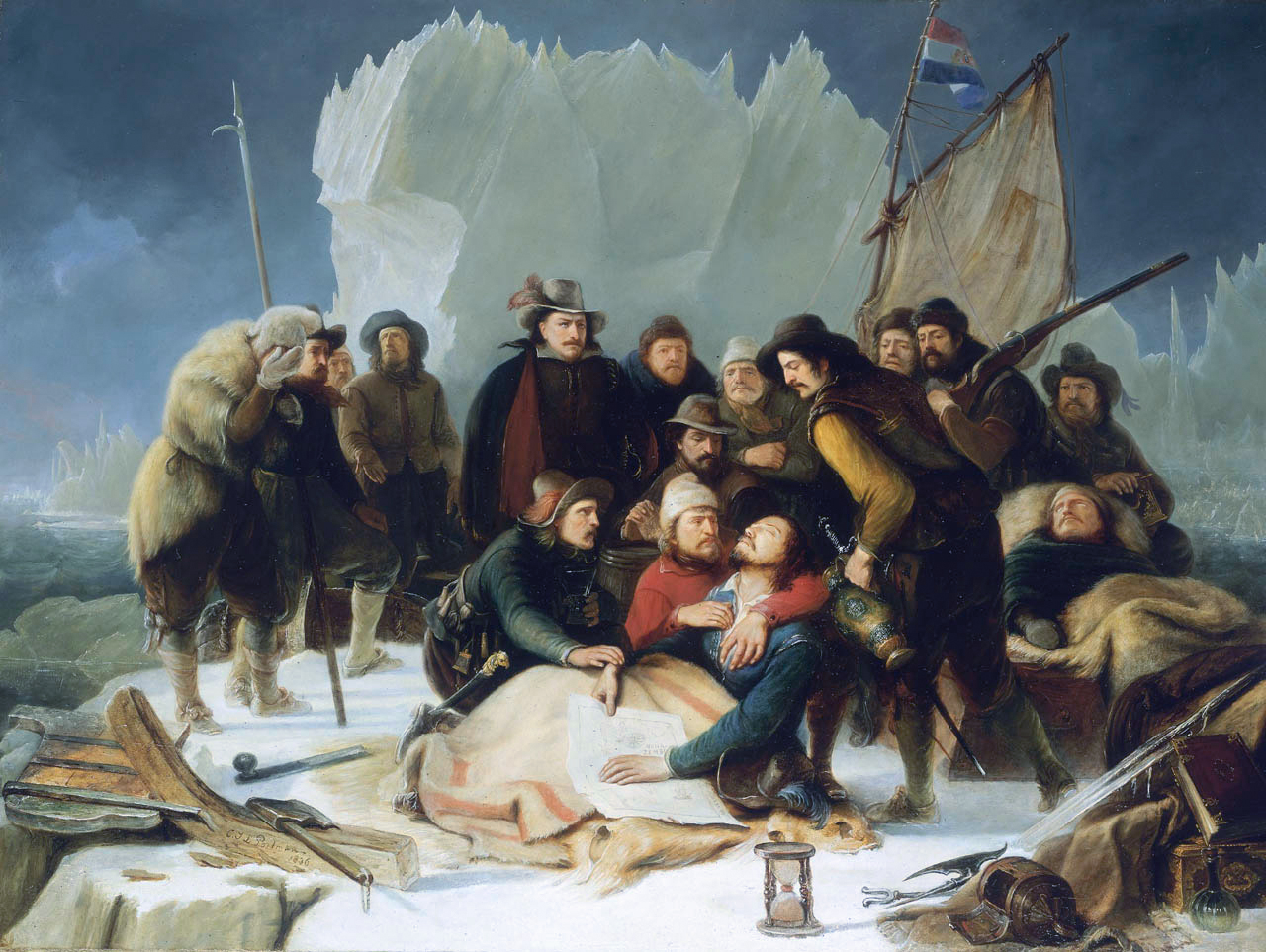
Mort de Willem Barentsz (Christiaan Julius Lodewyck Portman, 1836).

El 1596, decebuts pel fracàs de les dues expedicions anteriors, els Estats Generals van anunciar que ja no subvencionarien viatges similars, sinó que oferien una bona recompensa a qualsevol que navegués amb èxit pel Pas del Nord-est. El consell comunal de la ciutat d'Amsterdam va decidir enviar novament els seus dos vaixells per a un tercer intent, aquesta vegada al comandament de Barentsz. Salparen del port d'Amsterdam el 10 o el 15 de maig, gairebé un mes abans que en les dues anteriors ocasions, sent capitanejats els vaixells per Jacob van Heemskerk i Jan Cornelisz Rijp. Barentsz estava acompanyat per van Heemskerk com a pilot i assessor científic de l'expedició. De forma inesperada, Gerrit de Veer (ca. 1570-na. 1598), un fuster de l'expedició, es convertiria en el cronista del viatge, ja que portà un diari que va ser publicat en 1596.
En aquesta tercera ocasió el pas es va intentar trobar a través de latituds altes, tal com havia propugnat l'influent teòleg i cartògraf Petrus Plancius. Els desacords entre Barentsz i Rijp van sorgir de seguida, quan Barentsz desitjava dirigir-se cap aun rumb més oriental que les instruccions que havia donat Plancius. El fort caràcter de Rijp va fer que s'optés per anar més cap al nord i el 10 de juny van descobrir Bjørnøya, al mar de Barents, al nord de Noruega. Seguint cap al nord van descobrir l'illa de Spitsbergen, prop de la latitud 80°N, el 17 de juny, veient la seva costa nord-oest. Van considerar, erròniament, l'illa com a part de Groenlàndia i la van batejar com «Het Nieuwe Land" (en neerlandès, Terra Nova).
El 20 de juny van veure l'entrada d'una gran badia, més tard anomenada Raudfjorden. El 21 de juny ancoraren entre Clover Cliff i Vogelsang, on «instal·laren un lloc amb les ensenyes neerlandeses». El 25 de juny van entrar a Magdalenefjorden, al que van anomenar badia de Tusk, per la gran quantitat d'ullals de morsa que van trobar allà. L'endemà, 26 de juny, es van embarcar a l'entrada nord del Forlandsundet, que anomenaren Keerwyck, però es van veure obligats a tornar enrere per culpa d'un banc de sorra. El 28 de juny van passar la punta nord de Prins Karls Forland, al que van anomenar Vogelhoek, per la gran quantitat d'aus que van veure allà. Navegant cap al sud van passar per Isfjorden i Bellsund, que van anotades a la carta de Barentsz com a Groote Inwyck i Inwyck.
Després de veure les Svalbard, els vaixells, una vegada més, es van trobar a Bjørnøya l'1 de juliol, portant a un nou desacord entre Barentsz i van Heemskerk, d'una banda, i Rijp per l'altra. Això va fer que decidissin dividir l'expedició, continuant Barentsz cap al nord-est mentre que Rijp es dirigiria cap al nord. Barentsz va arribar a Nova Terra el 17 de juliol i per evitar quedar atrapat en el gel, com en anys anteriors, va posar proa cap a l'estret de Vaigatx, però aviat va quedar encallat entre els nombrosos icebergs i blocs de gel i va intentar un altre cop envoltar l'extrem nord de l'illa de Nova Terra, on el seu vaixell va quedar atrapat en el gel l'11 de setembre.
Els 16 homes de la tripulació, inclòs un jove grumet, es van veure obligats a passar l'hivern sobre el gel. Després d'un intent fallit de fondre el permafrost, la tripulació va utilitzar restes de fusta trobades a l'illa i part de la fusta de la seva pròpia nau per construir un petit pavelló de 7,8 x 5,5 metres, al que van anomenar Het Behouden Huys (La Casa del guarda).
El fred era extrem i la tripulació es va adonar que els seus mitjons es cremaven abans que els seus peus poguessin, fins i tot, sentir la calor del foc, i anaven a dormir escalfant-se amb pedres i bales de canó. A més, van utilitzar els teixits dels comerciants que portaven a bord per a confeccionar noves mantes i peces de vestir.
El vaixell portava carn salada, mantega, formatge, pa, ordi, pèsols, fesols, granyons, farina, oli, vinagre, mostassa, sal, cervesa, vi, brandi, galetes, cansalada fumada, pernil i peix. Gran part de la cervesa es va congelar, trencant els barrils. A més, van tenir èxit amb la caça, ja que el grup va capturar 26 guineus àrtiques en paranys primitius, a més d'alguns ossos polars. El 8 de novembre Gerrit de Veer, el fuster del vaixell que portava un diari, va informar de l'escassetat de pa i cervesa, i el vi va començar a ser racionat quatre dies més tard. El gener de 1597, De Veer es va convertir en la primera persona a presenciar i registrar l'anomalia atmosfèrica coneguda com l'efecte Nova Terra.
En arribar el juny i en veure que el gel encara no havia alliberat el vaixell, els supervivents de l'escorbut es van fer a la mar en dos petits bots oberts el 13 de juny. Barents va morir mentre estudiava les cartes només set dies després de marxar. No se sap si Barents va ser enterrat al nord de l'illa de Nova Terra o va ser llançat al mar.
Als bots els va caldre set setmanes més per arribar a la península de Kola, on van tenir la sorpresa que Rijp, que havia tornat del seu viatge al nord la temporada anterior, havia partit novament i els estava buscant. Només 12 dels membres de la tripulació van sobreviure i el jove grumet havia mort en la hivernada al refugi. Van arribar a Amsterdam l'1 de novembre. Les fonts difereixen sobre si dos dels homes van morir als icebergs i tres als vaixells, o tres als icebergs i dos als bots.
Dos membres de la tripulació de Barentsz publicar més tard els seus diaris, Jan Huygen van Linschoten, que l'havia acompanyat en els dos primers viatges, i Gerrit de Veer, que participava com fuster del vaixell en els dos últims viatges.

## Excavacions i troballes

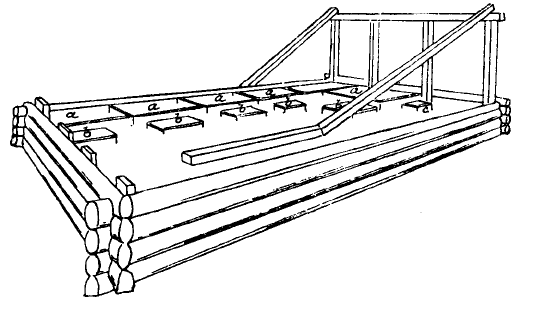
Un esbós de 1917 de Het Behouden Huys, l'habitatge construït per la tripulació de Barentsz.

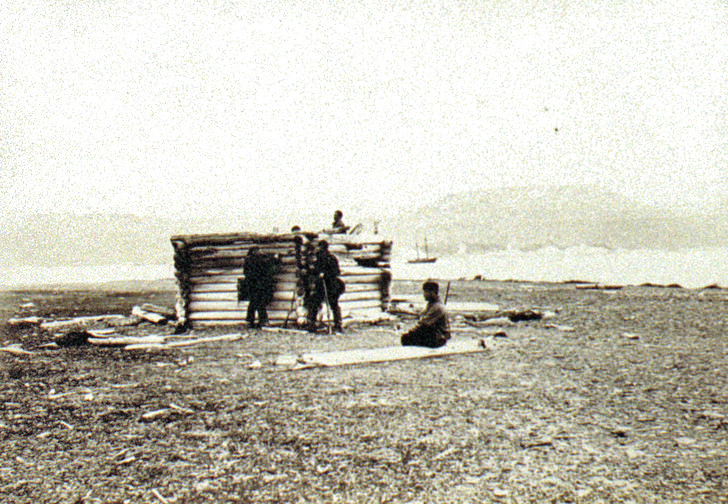
Restes de Het Behouden Huys(fotografia de 1881).

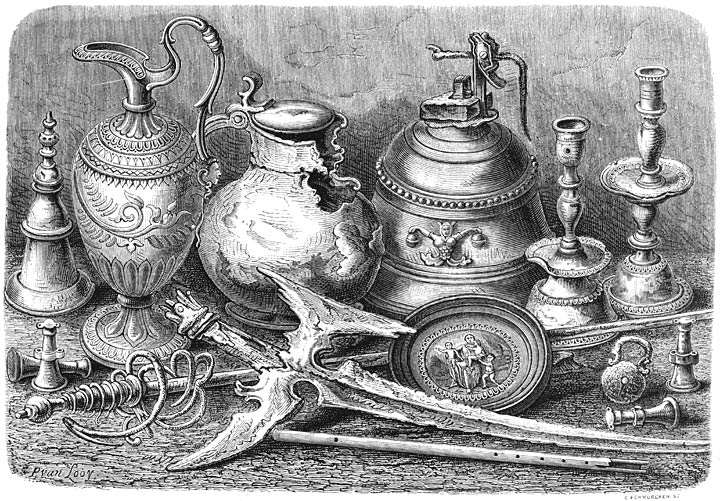
Algunes de les restes recollides de l'escena segles més tard.

La caseta de fusta on es va refugiar la tripulació de Barentsz va ser trobada inalterada pel caçador de foques noruec Elling Carlsen el 1871. Va fer un croquis de la construcció i Carlsen va marcar que va trobar dues olles de cuina de coure, un barril, un rellotge, peces de vestir, dos cofres buits, un trípode de cuina i una sèrie d'imatges.
El capità Gunderson va arribar al lloc el 17 d'agost de 1875 i va recollir un agafador de ferro, dos mapes i una traducció manuscrita dels viatges de Pet i Jackman. A l'any següent, Charles L.W. Gardiner també va visitar el lloc el 29 de juliol, recollint 112 objectes més, entre ells l'escrit de Barentsz i Heemskerck descrivint el seu assentament als futurs visitants. Tots aquests objectes van acabar al Rijksmuseum d'Amsterdam, encara que inicialment alguns van quedar a La Haia.
L'arqueòleg aficionada Miloradovitx va trobar el 1933 alguns d'aquests objectes al Museu Àrtic i Antàrtic de Sant Petersburg. Dmitri Kravxenko va visitar el lloc el 1977, 1979 i 1980 i va enviar bussejadors amb l'esperança de trobar les restes del vaixell. Va tornar amb una sèrie d'objectes que van ser dipositats al Museu Regional d'Arkhànguelsk. Una altra petita col·lecció es troba al Museu Polar de Tromsø.
El 1992 una expedició de tres científics, un periodista i dos fotògrafs, patrocinada pel Centre Àrtic de la Universitat de Groningen, juntament amb dos científics, un cuiner i un metge enviats per l'Institut d'Investigacions de l'Àrtic i l'Antàrtida de Sant Petersburg, van tornar al lloc, i van aixecar una fita commemorativa al lloc de la cabina.
La ubicació del lloc d'hivernada de Barentsz s'ha convertit en una destinació turística per a creuers trencaglaç que operen des de Múrmansk.

## Llegat
El 1853 l'antic mar de Murmansk va passar a ser anomenat mar de Barentsz en honor seu.
A finals del segle xix va ser inaugurat l'Institut Marítim Willem Barentsz a Terschelling.
El 1878 els Països Baixos van batejar un vaixell d'exploració àrtica com a Willem Barentsz.
El 1931 Nijgh & Van Ditmar publicaren una obra teatral escrita per Albert Helman sobre el tercer viatge de Barents, tot i que mai es va estrenar.
El 1946 el balener Pa Gòtia va ser rebatejat comWillem Barentsz. El 1953, es va construir un segon vaixell balener Willem Barentsz.
El 1996 es va encunyar una moneda de 10 € dels Països baixos dedicada a Barentsz.
Una proteïna en l'estructura molecular de la mosca de la fruita va ser nomenada Barentsz, en honor de l'explorador.